# Otelo Ocampos
Otelo Ocampos Espínola (Escobar, Departamento de Paraguarí, Paraguay, 10 de julio de 1983) es un futbolista paraguayo. Juega de delantero y su equipo actual es Club Sportivo 2 de Mayo de la División Intermedia de Paraguay.

## Clubes
2006-2009
Club Johor Pasird Gudang  -Malaysia

| Club                        | País     | Año       |
| --------------------------- | -------- | --------- |
| Nacional                    | Paraguay | 2004      |
| Fernando de la Mora         | Paraguay | 2005      |
| River Plate                 | Paraguay | 2005-2006 |
| Silvio Pettirossi           | Paraguay | 2007      |
| Deportes Puerto Montt       | Chile    | 2009      |
| Universidad de Concepción   | Chile    | 2009-2010 |
| Deportes Iquique            | Chile    | 2010      |
| Universidad de Concepción   | Chile    | 2011      |
| Coquimbo Unido              | Chile    | 2011-2012 |
| Sportivo Carapeguá          | Paraguay | 2012      |
| Club Sportivo 2 de Mayo     | Paraguay | 2013-2014 |
| Club General Martín Ledesma | Paraguay | 2014-2015 |

## Palmarés
| Título     | Club              | País  | Año  |
| ---------- | ----------------- | ----- | ---- |
| Primera B  | Municipal Iquique | Chile | 2010 |
| Copa Chile | Municipal Iquique | Chile | 2010 |

- Datos: Q7108516